# El mandarí meravellós
El mandarí meravellós, op. 19, Sz. 73, és un ballet pantomima en un acte, escrit pel compositor hongarès Béla Bartók entre 1918 i 1924, basat en un relat de Melchior Lengyel. Estrenada a Colònia el 1926, va causar un escàndol i va ser temporalment prohibit. Encara que la seva estrena a Praga va ser millor rebuda, en la vida del compositor va ser més freqüentment interpretat en la versió de suite de concert, que conserva gairebé dos terços de la música original del ballet.

## Estructura
1. Començament - S'eleva la cortina
2. Primera seducció
3. Segona seducció
4. Tercera seducció - Entrada del mandarí
5. Dansa de la noia
6. La Caça - Els vagabunds salten
7. Aparició sobtada del mandarí
8. El mandarí cau a terra

Després d'una introducció orquestral que representa el caos de la gran ciutat, l'acció comença en una habitació pertanyent als tres vagabunds. Aquests busquen diners a les seves butxaques i calaixos però no en troben. És llavors quan decideixen forçar a una noia i posar-la a la finestra per seduir homes i portar-los a l'habitació. La noia comença la primera seducció, el primer a ser atret és un vell en mal estat, el qual li respon còmicament. La noia li pregunta si té diners, i ell respon que qui vol diners?, l'únic que importa és l'amor. Ell comença a perseguir la noia, cada vegada més insistent fins que els vagabunds l'agafen i el treuen fora.
La noia torna a la finestra i comença a fer la segona seducció, aquesta vegada atraient a un jove vergonyós, el qual tampoc té diners. Ell comença a ballar amb ella de forma apassionada; i una altra vegada els vagabunds l'agafen i el fan fora.
Ella torna a la finestra per començar la tercera seducció, és quan veuen una figura al carrer que comença a pujar les escales. Els vagabunds s'amaguen i la figura, que esdevé un mandarí (xinès ric), es queda immòbil a la porta. Ells insten a la noia que l'atregui més prop. Ella inicia un altre ball més seductor que comença a tenir efecte. Tot d'una salta el mandarí sobtadament sobre la noia i l'abraça. Lluiten fins que ella aconsegueix escapar-se i ell comença a perseguir-la. Els vagabunds salten sobre ell, li roben els efectes de valor i tracten d'asfixiar-lo amb coixins i mantes. Tot i això, ell segueix mirant fixament a la noia. L'apunyalen fins a tres vegades amb una navalla rovellada, ell està a punt de morir però salta una altra vegada sobre de la noia. Els vagabunds el tornen a agafar i el pengen del ganxo de la llum. Es queden a les fosques i el cos del mandarí comença a brillar amb una llum blau-verda. Tant els vagabunds com la noia comencen a esgarrifar-se. De sobte la noia entén el que ha de fer, diu als vagabunds que el baixin. Ell torna a saltar sobre la noia i aquesta vegada ella no s'hi resisteix, i ell l'abraça. Amb el desig del mandarí complert les ferides comencen a sagnar i mor.

## Anàlisi de la partitura
La partitura comença amb la descripció de "La jungla". Els violins comencen amb una ràpida pujada i baixada d'una escala d'interval de vuitena augmentada. Un dels motius centrals de l'obra el trobem al compàs 3, un ritme en 6/8 amb segones menors. Aquest motiu reapareixerà en els motius violents dels vagabunds. El so dels clàxons dels cotxes és imitat per la fanfara, amb trompetes i trombons. Durant l'aixecada del teló les violes interpreten una frase que s'associa tant amb els vagabunds com amb la noia. Les tres danses seductores estan escrites pel clarinet, cadascun més llarg i florit que l'anterior. El vell està representat pels glissandos de tercera menor realitzats pel trombó, un altre interval molt important dins l'obra. Quan els vagabunds salten a sobre d'ell les segones menors en el ritme de 6/8 tornen a aparèixer. La música pel noi jove és un 5/4, també interromput pel ritme de segones menors en 6/8 quan els vagabunds l'assalten. Quan senten el mandarí al carrer el trombó interpreta una melodia pentatònica harmonitzada a tritons paral·lels pels altres trombons i tuba. Quan el mandarí entra a l'habitació aquests toquen uns glissandos descendents, una altra vegada de tercera menor. Tres compassos més tard aquest interval és tocat per tots els metalls en fortíssimo.
La dansa de la noia pel mandarí conté un vals, i el tema de la viola associat a ella i als vagabunds. Quan el mandarí l'agafa, les tornen a sentir les segones menors. La persecució està representada per una fuga, el tema de la qual també té un toc pentatònic. La suite del concert acaba en aquest punt. En el ballet complet el tema de segones menors en 6/8 retorna quan els vagabunds atrapen al mandarí. L'intent d'asfíxia i les apunyalades s'il·lustren clarament en l'orquestra amb gran força. Quan els vagabunds pengen al mandarí de la llum la textura és molt borrosa, representada per glissandos amb trombons, timpani, piano i cellos. El cos resplendent del mandarí està representat per un cor cantant a boca closa, una altra vegada un interval de segona menor. El clímax, després que la noia abraci al mandarí, és una melodia que ve de fortíssimo per la secció baixa de metalls i trèmolos de segona menor pels vents de fusta. Quan el mandarí comença a sagnar el glissando descendent de tercera menor escoltat a la seva entrada es repeteix al trombó, contrafagot, cellos i baixos. Al final de la peça trobem una gran riquesa rítmica, amb instruments realitzant escales ascendents i descendents i altres instruments realitzant cops, per trobar-se en tres cops finals tota l'orquestra.
La partitura és molt densa i Bartok utilitza diferents tècniques per oferir molts colors, incloses escales cromàtiques, trinos i tremolos a les fustes; glissandos amb les trompes, trombons i tuba; clusters i tremolos amb el piano; escales i arpegis amb el piano, arpa i celeste; i escales, notes simultànies, trinos, tremolos i glissandos amb les cordes. Altres efectes destacats són el frullato de les flautes; les sordines als metalls i cordes; redobles a les caixes, plats i gong; tocar el timpani amb la part de fusta de les baquetes; harmònics, sul ponticello i col legnos a les cordes; escordatura als cellos; quarts de tons dels violins.
El 2000 Peter Bartók, el fill del compositor, va publicar una nova edició basada en els manuscrits i diverses correccions del compositor, i una partitura per piano a quatre mans. Es van restaurar una gran part de partitures.

## Instrumentació
El mandarí meravellós està escrit per a tres flautes (2a i 3a doblant a flautí), 3 oboès (3r doblant a Corn anglès), 3 clarinets (2n doblant a clarinet i 3r a clarinet baix), 3 fagots (2n i 3r doblant a contrafagot) 4 trompes (2a i 4a doblant a tubes wagnerianes), 3 trompetes en do, 3 trombons, 1 tuba baixa, timbales, caixa, bombo, plats, triangle, gong, xilòfon, celesta, arpa, piano, orgue, cor i cordes.

## Enregistraments
Enregistraments recents de les actuacions del ballet suite:
- Antal Doráti amb la Chicago Symphony Orchestra el 1953 on Mercury
- Eugene Ormandy amb la Philadelphia Orchestra
- Seiji Ozawa amb la Boston Symphony Orchestra
- Esa-Pekka Salonen amb Los Angeles Philharmonic
- Zubin Mehta amb la Berlin Philharmonic
- Jean Martinon amb la Chicago Symphony Orchestra

Altres enregistraments destacats són:
- El punt de sortida, el 1983 actuació completa del ballet pel director hongarès Antal Doráti, amic del compositor, amb la Detroit Symphony Orchestra. Des d'aquesta, les representacions del ballet suite han anat en augment.
- Iván Fischer's amb la Budapest Festival Orchestra (la qual el 1998 va rebre el Gramophone Award a la categoria orquestral)
- Pierre Boulez amb Chicago Symphony Orchestra i Cor
- Seiji Ozawa amb la Boston Symphony Orchestra
- Marin Alsop amb la Bournemouth Symphony Orchestra
- Claudio Abbado amb la London Symphony Orchestra
- Simon Rattle amb la City of Birmingham Symphony Orchestra
- Gerard Schwarz amb la Seattle Symphony Orchestra

## El mandarí meravellós a Barcelona
L'obra es va estrenar a Barcelona com a ballet, al Gran Teatre del Liceu, el 25 de maig de 1960, amb el Ballet Nacional dels Països Baixos. Després, s'ha tornat a representar al Liceu quatre cops més: 1965, 1967, 1974 i 1992.
L'any 1975 l'Orquestra simfònica de Cleveland va fer-la al Festival Internacional de Música, dirigida pel director Lorin Maazel.
També cal destacar el concert realitzat per la Jove Orquestra Nacional de Catalunya el 17 d'abril del 2012 on la van interpretar 
i els cops que l'ha interpretar l'Orquestra Simfònica de Barcelona.